# ヺ
を゙、ヺ（を゙： を  ＋ ゛）は、日本語の仮名の一つであり、を, ヲに濁点をつけた文字である。かつてラテン文字の vo の翻字として使われた。現在は「ヴォ」を用いる。

## 使用例
- 1944年刊行の『近世国際関係史論集』[1]にて、「サラエボ事件」が「サラヱヺ事件」と表記されている。

## ヺに関わる諸事項
- 文字コードの MacJapanese には存在していたが JIS X 0208 には含まれていなかった。JIS X 0213 で追加された。
- 平仮名の「を゙（を゙）」は使われることはほぼ皆無であり、JIS X 0213やMacJapaneseなどには含まれないが、Unicodeでは合成用濁点 (U+3099) を用いてU+3092 U+3099で表すことができる。
- 「を゙、ヺ」は、「ん」を除けば辞書順に並べたとき最後に来る。